# Mariä Schutz und Fürbitte

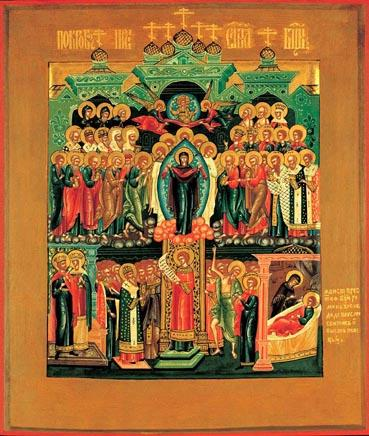
Mariä Schutz und Fürbitte, russische Ikone aus dem 19. Jahrhundert

Mariä Schutz und Fürbitte, kirchenslawisch Покровъ Pokrow, griechisch Σκέπη Sképē, ist ein Fest der orthodoxen und byzantinischen Kirchen. Es gedenkt der Gottesmutter als Schutzheilige und Fürsprecherin. Das Fest wird am 1. Oktober begangen, also dort, wo man kirchlich dem julianischen Kalender folgt, am 14. Oktober des gregorianischen Kalenders. Einzige Ausnahme ist Griechenland, wo die orthodoxe Kirche dieses Marienfest am 28. Oktober des gregorianischen Kalenders feiert.

## Legende
Der Legende nach soll Mitte des 10. Jahrhunderts dem seligen Andreas von Konstantinopel, der als Sklave nach Konstantinopel (heute Istanbul) verkauft worden war, Maria erschienen sein. Die Stadt war seinerzeit von den Türken belagert. In der Vorstadtkirche Sankt Maria von Blachernae (auf die sich auch das Fest der Niederlegung der Muttergottesgewänder bezieht) sah der Selige Maria in Begleitung von Engeln und Heiligen lange betend knien und danach ihren Schleier (oder Mantel) über die versammelten Gläubigen breiten. Andreas und sein Diener (Schüler, auch Lehrer) Epiphanius berichteten davon, und die Türken sollen daraufhin die Belagerung abgebrochen haben.

## Verehrung und Ikonografie
Das Fest wird in Russland seit etwa dem 12. Jahrhundert begangen, dort gilt es als eines der zwölf Hochfeste. Auch in der Ukraine ist es wichtiger Festtag.
Die Ikonografie zeigt Maria in der Gloriole, in der Hand oder mit Schleier oder Mantel bekleidet, links und rechts umstanden von vielen Engeln und Heiligen, und unter ihr den sel. Andreas, auf sie deutend und sich an Epiphanius wendend, meist ebenfalls umstanden von Gläubigen und auch Stifterfiguren.
Zu den Patrozinien:
- Mariä-Schutz-und-Fürbitte-Kirche
- Mariä-Schutz-und-Fürbitte-Kloster